# ニホンジン
ニホンジンは、宮城県仙台市出身・在住のバンド、グループ。
株式会社ダツプロダクションに勤務する会社員であった。

## ニホンジンメンバー

### 解散時のメンバー
- エムサイズ佐久間（エムサイズさくま、6月23日 - ）ボーカル担当。蟹座、血液型A型。 宮城県白石市出身。身長166cm。本名：佐久間 徹（さくま とおる）。宮城県白石高等学校を経て、東北大学教育学部卒業。

作詞作曲も担当。個人でも、 ホールコンサートの構成や脚本を考えるなどしていた。2018年に結婚していて、2020年3月に子供が誕生。
現在は音楽系YouTuber、MELOGAPPAのさくまとして活動。
- ペンション佐々木（ペンションささき、8月28日 - ）ベース担当。青森県出身。乙女座、血液型O型。本名：佐々木亮輔。金髪と眼鏡がトレードマーク。東北大学工学部化学バイオ工学科応用化学コース卒業。

2020年6月2日、強制わいせつ容疑で逮捕された。

### 途中脱退したメンバー
- リュックサック今井(リュックサックいまい、1月26日-) ギター担当。福島県出身。水瓶座。東北大学文学部卒業。本名:今井太郎。大きなアフロとサングラスが特徴で、ライブでは富士山のコスプレをしたり、自身の顔が描かれたギターを演奏するなどのパフォーマンスも行われた 。

ESPギタークラフトアカデミー仙台校から自身のキャラクター、「りゅっくん」をモチーフにした「りゅっくんギター」が制作され、プレゼントされた。このギターはゼビオアリーナ仙台公演にて初披露された。
ニホンジンプロジェクトでもライブやYouTubeでの映像の制作や編集などを務めていた。
映像の道に進むため、2017年2月11・12日開催のニホンジン脱退ライブをもってニホンジン脱退、退職になった。そのライブの様子は、ニホンジンのうた〜なまもの〜に収録されている。ファンクラブ限定で販売された。現在はフリーで映像の仕事を行っている。

## 株式会社 劇団ニホンジンプロジェクトとは
ニホンジンプロジェクトとは、ニホンジンの3人を中心とした9人組のエンターテイメント集団である。グループ会社エドワード・エンターテインメント・グループ株式会社の社員であったアレンジャー、マネージャー、営業部長、所属事務所の社長と様々な立場の人々を巻き込んで、プロジェクトとして活動。音楽をはじめ、様々なイベント企画や、動画のアップロード（「今日の株式会社劇団ニホンジンプロジェクト」（後述））等も実施している。ニホンジンプロジェクトの中には、ニホンジンの他、イセイジン、マホウジン、ジョセイジン、竹取物語、毛蛇島アフ郎などの派生ユニットが存在する。
2015年6月22日、劇団ニホンジンプロジェクトとして、株式会社化された。所属レーベルはニホプロレコーズ。株式会社化と同時に独自の専属レーベルが設立された。略称は「ニホプロ」などがある。メンバーのペンション佐々木の逮捕を受け、2020年6月2日、解散。

## 株式会社 劇団ニホンジンプロジェクト 社員
- エムサイズ佐久間：ニホンジン（ボーカル） 兼 作詞作曲家（前髪ジャマ作役、佐久間役）前述。
- ペンション佐々木：ニホンジン（ベース） 兼 マルチクリエイター 兼　マホウジン（ボーカル）前述。
- ホームラン川北本名:川北 力斗　営業部長 兼 マホウジン（ボーカル）
- ダブル佐藤(ダブル佐藤、 1982年10月10日- )本名:佐藤 秀明　イセイジン（ボーカル） 兼 サウンドディレクター　派生ユニット、イセイジンのメンバー。サングラスを付け、頭にはカエルの被り物、スーツの肩パッドが異常に盛ってあるのが特徴。ライブでペンション佐々木が事情で休みだったとき、ベースを担当したことがある。「せいや！」など気合いを入れるギャグがある。
- イエティ吉澤(イエティよしざわ、 9月16日-)本名:吉澤 重政　イセイジン（ボーカル） 兼 サウンドエンジニア・舞台制作 イセイジンのメンバー。雪山で生まれた自称8歳。上半身裸で油性ペンで「イエティ」などの文字が書かれている。ライブやTVに出るときは「 Twitterフォローしてね！」など、様々なバリエーションがある。リュックサック今井脱退後は、イセイジンの活動とともに、ニホンジンのライブで主にギターを担当している。現在は 楽曲制作、ミックス、映像制作などを手掛けている。
- くるくる津田本名:津田 沙由美　元ジョセイジン（ボーカル） 兼 商品開発
- スタッフ中塚本名:中塚 貴規　営業・SNS担当　リュックサック今井脱退後のニホンジンのライブでは、イセイジンとともにバックダンサーとしてライブを盛り上げることもあった。
- Mr.ボス：株式会社劇団ニホンジンプロジェクト代表取締役

### メンバー キャッチフレーズ
- エムサイズ佐久間：『心を込めて歌います！』
- ペンション佐々木：『お茶目な笑顔でアイデア炸裂』
- ホームラン川北：『24時間全力営業！』
- ダブル佐藤：『気合注入 みんなでせいや！』
- イエティ吉澤：『雪山から来た裸のアイドル』
- くるくる津田：『笑顔でみんなをお出迎え』
- Mr.ボス：『今日も働け、お前達！』

### 退職した社員
- ぴこぴこ神保：元ジョセイジン（ボーカル） 兼 広報（2016年11月12日開催のセキスイハイムスーパーアリーナ公演をもって退職）くるくる津田とともにジョセイジンでボーカルを務める。頭にうさぎの被り物をしている。自身が脱退するとともにジョセイジンも解散となった。
- リュックサック今井：元ニホンジン(ギター） 兼 映像ディレクター(2017年2月11・12日開催のニホンジン脱退ライブをもって退職) キャッチフレーズ『アフロの情熱ギタリスト』                                                                                                                                       前述。
- キッチン相馬：元ニホンジンプロジェクト(ドラム) 兼 ぐるめメロディボックス店長(2017年2月11・12日開催のニホンジン脱退ライブをもって退職）

ニホンジンプロジェクトに正式加入する前は、「だいじろー」として、ニホンジンのサポートドラムとして活動していた。自身が店長を務めていたぐるめメロディボックスは 仙台発祥の新名物「仙台ぼーる」、ハワイカフクエリア発祥の「ハワイアンコーン」など様々な食べ物を提供していた。自身がニホンジンプロジェクトを脱退するとともに閉店した。脱退した後も、サポートドラムとしてニホンジンのライブでドラムを担当することがあった。現在は、音楽系YouTuber「カバーパパ」などで活動している。

### 謎の生命体
ニホンジン2人に住みついていると思われる、謎の生命体。
ニホンジンプロジェクトのグッズやホームページのキャラクターとなっている。
- えむさく（ピンク）
- ぺんぺん（黄色）

### 派生ユニット

#### イセイジンメンバー
- ダブル佐藤
- イエティ吉澤

自称、仙台のスーパーアイドルユニット。ニホンジンプロジェクトの全作品のレコーディングとアレンジ、一部楽曲作曲を手掛けている。イセイジンとしてシングル3枚、アルバム2枚を発売中。BIGSHOOTER BOYS名義で編曲等の仕事を行っていた経歴が有る。

#### マホウジンメンバー
- ホームラン川北
- ペンション佐々木

「ペンホムの館」から飛び出した二人が組んだユニット。ホール公演ではマジックを披露する。シングル1枚を発売。

#### ジョセイジンメンバー
- くるくる津田
- ぴこぴこ神保

2015年4月29日「仙台サンプラザホールのニホンジンプロジェクト」にて「ジョセイジンのうた〜ソーダ〜」を発売開始。「ひまわり片想い」がDate fm 2015年5月度MEGA PLAYに決定。
ぴこぴこ神保が2016年11月12日に宮城県総合運動公園総合体育館（セキスイハイムスーパーアリーナ）で開催される公演をもって株式会社劇団ニホンジンプロジェクトを退職するのに伴い、同公演をもってジョセイジンの活動を終了。

#### 竹取物語メンバー
- サク（エムサイズ佐久間）
- ヨシ（イエティ吉澤）

お題（曲名）から即興で楽曲を作曲するフォークソングデュオ。基本的にお互いにお題を出し合う。iTunesで、これまで即興で制作した楽曲が配信中である。

#### 毛蛇島アフ郎
- 毛蛇島アフ郎（リュックサック今井）

大物演歌歌手。前髪ジャマ作（エムサイズ佐久間）が、楽曲を提供している。

## 来歴
佐久間・佐々木・今井の3人が東北大学在学中に結成。結成当初はリーベンレンというバンド名で、もうひとり、ドラム担当がいた。仙台市内のライブハウスで歌うようになり、エドワード・エンタテイメント・グループの社長(Mr.ボス)と出会った。「プロデビューしてみないか」と声をかけられ、2011年6月から本格的に活動を開始した。しかし、ドラム担当は家族の猛反対でバンドから外れた。その後は3人で活動。宮城県仙台市を拠点とし、3人は長く共同生活を送ってきた。その後、バンド名を「日本人の応援歌を作りたい」などの意味からニホンジンに変更した。 
劇団ニホンジンプロジェクトは社員全員が社員であり、かつ全員が演者である。裏方と演者の棲み分けをなくし、社員全員でチケットの販売・営業や会場手配などの裏方作業を行い、公演当日は演者として全員ステージに立って歌唱、実演、演出も担うという日本初のエンターテインメント集団である。株式会社劇団ニホンジンプロジェクトは『夢を実現する会社』『夢を実現できる会社』である。
また、YouTubeチャンネル「今日の株式会社劇団ニホンジンプロジェクト」にて、面白動画を配信している。
【職業ソングプロジェクト】と称し、日本の様々な職業につくリアルな想いを唄にする活動を行っている。現在までに発表されている職業ソングは「美容師」「教師」「看護師」「お笑い芸人」「画家」「料理人」「新聞記者」「知事」「ブライダルカメラマン」「タクシー運転手」「介護士」「ラジオDJ」など。職業ソングは全て宮城県の出身者か在住者と制作を行っている。
また【企業ソングプロジェクト】と称し、様々な企業の想いを唄にする活動も行なっている。「東北楽天ゴールデンイーグルス」「キリンビール」「TSUTAYA」「ヤクルト」「トヨタカローラ」「ヨークベニマル」「TBC東北放送」「杜の都信用金庫」「サンベンディング東北」など様々な企業との楽曲制作を果たし、CMへの楽曲起用やミュージックビデオの制作なども行われている。全国や東北地方、地元の宮城県では、合計60社以上のcmソングに起用されている。
ニホンジンプロジェクト内の全音源はプロジェクト内のユニット、イセイジンが編曲やレコーディングを担当している。
ニホンジンが主催する「しゃにむに音楽祭」という地元仙台でのイベントをdarwinにて定期的に行っていた。このイベントは出演者チケットノルマ無し、入場料金0円で行われており、地元の音楽活性化に一躍を担った。
ワンマンライブは仙台のみで開催されており、毎回限定人数が完売している。イエティ吉澤とダブル佐藤によるユニット「イセイジン」はライブでオープニングを担当したり、振り付けのある曲でバックダンサーとして登場している。
ペンション佐々木とホームラン川北によるユニット「マホウジン」は、ホール公演などで登場し、楽曲を披露している。
ぴこぴこ神保とくるくる津田によるユニット「ジョセイジン」は、2015年から本格的に活動を開始した。
2013年10月には『サンドのぼんやり〜ぬTV』（TBCテレビ）で、「お笑い芸人」の楽曲制作にあたって取材したサンドウィッチマンと共演。以降もたびたび出演している。「お笑い芸人」は同年10月8日深夜放送分より同番組のエンディング・テーマとしてオンエアされており、サンドウィッチマンの2014年単独ライブツアーのオープニング・テーマにも使用されている。サンドウィッチマンは番組でニホンジンを紹介したり、ニホンジンのDVDを購入したりするなど、活動を応援している。
2014年6月20日に行われたTSUTAYA仙台駅前店のイベントで“ニホンジンスペシャルサンプラー”が、TSUTAYA全店過去5年間における1日での最大レンタル貸し出し数を2.8倍上回る記録を達成し、GReeeeNの記録を塗り替え日本一を樹立。
2014年7月、地元仙台のDateFM7月度メガプレイを「手をつないで」で獲得。同曲で全国のラジオ局史上初となる“パワープレイ楽曲無料配信”を発表（MP3形式・フルサイズ、曲の終了後にメンバーのコメント入り）。
「まさに僕らの夏」が、KHB東日本放送の2014年夏の高校野球応援ソングに採用され、KHBの特設サイト内において同楽曲の無料配信（ファイル形式・構成は「手をつないで」と同じ。メンバーのコメントは、それぞれ異なる）を実施。同曲は2014年9月より、楽天イーグルスの球団CM「ライブなイーグルス」篇にも起用され、東北6県でオンエアされている。
大塚製薬「オロナミンC」のプロジェクト『キミハツ』にも参加しており、プロジェクトのテーマソング「未来」を第1弾として“応援ソング”を制作し、『キミハツ』サイト上で順次無料配信していた。
2014年11月19日、トイズファクトリーからファーストアルバム「ニホンジンのうた〜ゴハン〜」（2015年2月4日発売）、セカンドアルバム「ニホンジンのうた 〜シャケ〜」（2015年6月発売）でメジャーデビューすることを発表したが、株式会社化することに伴い契約を終了させた。
2015年6月22日にプロジェクトを株式会社化し、「株式会社劇団ニホンジンプロジェクト」を立ち上げると同時に、サポートドラムとして活動してきた大二郎が、キッチン相馬として正式に入社した。
セカンドアルバム「ニホンジンのうた 〜シャケ〜」は、ニホンジンのうた〜サバ〜へとなり、代わって3枚組のアルバム（たまご、ハム、サバ）を9月19日に(ニホプロレコーズより)リリースする事を発表した。
2016年3月26日、TSUTAYA仙台駅前店のイベントでDVD「仙台地下鉄東西線を自転車でめぐるサイコロ旅」がTSUTAYA全店過去5年間における1日での最大レンタル貸し出し数で「アナと雪の女王」を上回り、DVDでも日本一を樹立。
2016年11月には8000人規模のライブを成功させ、東京進出も取りざたされたが、仙台を拠点に活動することにこだわり続けた。これ以降は活動の中心を各メンバーの個々の活動へとシフトさせた。
同年8月にはHIKAKINやSEIKINなどといったトップYouTuberがニホンジンプロジェクトの楽曲、「あいあいあいあい愛してる♡を取り上げ100万DLを突破した。
2017年2月11日、12日に行われたライブでリュックサック今井とキッチン相馬がニホンジンプロジェクトを脱退。今井は映像の道へ、相馬は料理の道へ進んだ。キッチン相馬は脱退後もサポートドラムとしてライブに出演している。
2017年2月15日、 今までに収録されなかった、発表もされなかった、「たべのこし」を集めたアルバム「ニホンジンのうた〜たべのこし〜」がリリースされた。 未発売曲5曲、完全未発表曲7曲の全12曲、リーベンレン時代の貴重な音源、「SAKUMATION」も収録されている。
2017年5月12日から7月14日にかけて仙台うみの杜水族館とのコラボイベント「劇団ニホンジンプロジェクトpresents 仙台うみの杜水族館 まるごとニホプロまつり」が仙台うみの杜水族館で実施された。
2020年6月2日、ペンション佐々木が強制わいせつ容疑で逮捕される不祥事を起こしたことを受け、4日、佐々木の脱退とグループの解散を発表した。一人残った佐久間は、2019年にぜんりょくボーイズ(現・#ばかっこいい世界)の森瞬太と組んだユニット「メロガッパ」でユーチューバーとしての活動に主軸を移すこととなった。
2021年9月10日、ペンション佐々木に仙台地方裁判所から懲役3年の実刑判決が言い渡された。

## YouTube活動

### YouTube チャンネル 【今日の株式会社劇団ニホンジンプロジェクト】
『今日のニホンジンプロジェクト』という動画を、YouTube、へ不定期に投稿している。7人がそれぞれの視点で企画・演出・撮影・編集を行い、1200本以上配信。挑戦もの、キャラクター、公演映像、コント、お笑い、演劇、紙芝居、ミュージックビデオ、ライブ映像などジャンルに捕われない番組制作を行う劇団である。ニホンジンプロジェクトの解散を受け、現在は一部の動画のみの公開となっている。

### YouTube チャンネル 【animationstudio キャラコイズ】
『ぺらぺらニホンジン』というアニメを、YouTubeへ毎日19時に投稿している。株式会社劇団ニホンジンプロジェクトのキャラクター5体がアニメーションとなって、登場する。

#### 監督・脚本
- 佐々木 亮輔
- 佐久間  徹

#### アニメ・イラスト
- マリクシー
- 佐々木 亮輔

#### キャラクター（声の出演者）
- えむちゃん（佐久間 徹）
- ぺんちゃん（佐々木 亮輔）
- だぶちゃん（佐藤 秀明）
- いえちゃん（吉澤 重政）
- ほむちゃん（川北 力斗）
- くるちゃん（津田 沙由美）

#### オープニングテーマ
『ぺらぺらニホンジン』
作詞：佐久間 徹
作曲：佐久間 徹
歌：中塚 貴規

#### エンディングテーマ
『また見てね』
作詞：佐久間 徹
作曲：佐久間 徹
歌：ぺらニホファミリー

### YouTube チャンネル 【ダブさくチャンネル】
ダブル佐藤とエムサイズ佐久間が様々な企画に挑戦する動画を、YouTubeに毎日18時に投稿している。時にはいろんな人を巻き込んでわいわい楽しく騒ぐチャンネルである。

## オフィシャルファンクラブ
オフィシャルファンクラブの名称は『ニホンジンプロジェクト応援隊』である。月額500円(税抜)の有料会員登録すると、メンバー限定のコンテンツが閲覧、利用できるようになる。サービス内容は、以下の通りである。
- デジタル隊員証
- チケット先行優先予約
- 隊員限定イベント開催
- チームブログ（ニホンジンプロジェクトメンバーの持ち回りによるブログ）閲覧

## MV
- 「お笑い芸人」のMVには3体の生き物が全編に登場し、オール仙台ロケで行われたコント付きの珍しいPVとなっている[24]。
- 「夏のプロローグ」「まさに僕らの夏」のMVはニホンジンメンバー、スタッフが様々な場所で振り付けを踊っている振り付け確認動画にもなっている。
- 2017年4月10日から5月29日まで50日連続で被りなしの50曲のミュージックビデオを投稿した。

## 活動

### 主なライブ
- 2013年7月10日　15人限定初の単独ライブ『ニホンジンはじめました!!』　仙台darwinにて開催（集客13人）
- 2013年12月15日　367人限定ワンマンライブ『今年のニホンジン』仙台darwinにて開催（ソールドアウト）
- 2014年4月19日・20日　734人限定ワンマンライブ『春のニホンジン』仙台darwinにて開催（ソールドアウト）
- 2014年7月5日　547人限定コンサート『夏のニホンジン』日立システムズホール仙台シアターホールにて開催（ソールドアウト）
- 2014年9月13日　961人限定コンサート『秋のニホンジン』仙台電力ホールにて開催（ソールドアウト）
- 2014年12月21日　1,551人限定コンサート『2014今年のニホンジン』東京エレクトロンホール宮城にて開催（ソールドアウト）
- 2015年4月29日　2,000人限定コンサート『仙台サンプラザホールのニホンジンプロジェクト』仙台サンプラザホールにて開催（ソールドアウト）
- 2015年9月19日　4,000人限定コンサート『ゼビオアリーナ仙台のニホンジンプロジェクト』ゼビオアリーナ仙台にて開催（ソールドアウト）
- 2016年1月16日　5,000人限定コンサート『夢メッセみやぎの株式会社劇団ニホンジンプロジェクト』夢メッセみやぎにて開催（追加席を含め5248席でソールドアウト）
- 2016年4月15日・16日・17日　宮城県民会館3days公演『招待制ライブ』『オリジナルソングのニホンジン』『職業ソングのニホンジン』を開催
- 2016年5月21日　白石の劇団ニホンジンプロジェクト2016開催（ソールドアウト）
- 2016年8月15日　へんてこコンサート　宮城県民会館にて開催
- 2016年11月12日　8000人限定コンサート『セキスイハイムスーパーアリーナのニホンジンプロジェクト』を開催（ソールドアウト）　＜公演テーマ＞集大成
- 2016年12月25日　クリスマスのイセイジン〜せいや！にサンタがやってくる〜を開催
- 2017年2月11日、12日   リュックサック今井のニホンジン脱退ライブ 〜新たなる旅立ち アフロ断髪式〜を開催
- 2017年8月20日　 「夏祭りのニホンジンプロジェクト」をデジタルアーツ仙台にて開催
- 2018年12月28日　5周年のニホンジン　仙台darwinにて開催(ソールドアウト)

これ以外にも、様々なライブを開催している。

### タイアップ
| 曲名                                              | タイアップ |
| ------------------------------------------------- | --- |
| 【ニホンジン】                                    | |
| Melody Box                                        | 2013ホットペッパー「ハタチ割」宮城CMソング 安比高原2014夏CMソング 2014 山形S-MALL 冬のバーゲンCMソング                                                             |
| 虹                                                | 安比高原2013冬CMソング |
| 映画監督                                          | 安比高原2014冬CMソング ツアーウェーブ企業CMソング |
| お笑い芸人                                        | TBC放送「サンドのぼんやりーぬTV」エンディングソング |
| DIVE!                                             | タイヤワールド館BEST2014冬TVCMソング |
| TSUTAYA 〜名作のジャングル〜                      | 2014冬TSUTAYA 東北CMソング |
| ブライダルカメラマン                              | 2014ホテルメトロポリタン仙台CMソング |
| 介護士                                            | アージュCMソング EDC医療福祉学院CMソング |
| ビタミン                                          | 山形銀行CMソング |
| 熱くなれ                                          | 全国高校ラグビー2014＆2015テーマソング |
| 手をつないで                                      | 2013宮城県知事選挙CMソング |
| まさに僕らの夏                                    | 楽天イーグルス2014CMソング KHB夏の高校野球2014テーマソング |
| 楽曲名不明                                        | ムラサキスポーツ盛岡店OPEN CMソング |
| トモダチ                                          | 「東北物語」みやこゾーンWEB映像 |
| 笑顔計画 〜ハイチーズ〜                           | 「笑顔プロジェクト」テーマソング |
| 画家                                              | 株式会社アルカCMソング |
| 未来                                              | 松本大学予備校CMソング 大塚製薬2014キミハツプロジェクトテーマソング 東北経済産業局「Tureasureland TOHOKU JAPAN」WebCMソング タイヤワールド館BEST2015春企業CMソング |
| 夏のプロローグ                                    | 山形S-MALL 2014バーゲンCMソング |
| 夢のキックオフ 〜でいごの花が咲く日まで〜         | タイヤワールド館BEST2014企業CMソング KHB東日本放送 「ナマイキサタデー」エンディングテーマ（2014年10月〜）                                                          |
| 新聞記者                                          | 河北新報ラジオCM「受け取ってくれよ篇」テーマソング（2014年8月） |
| 漁師                                              | 居酒屋梵天CMソング（2016年5月〜） |
| 美容師                                            | Cut1000企業CMソング（2015年5月〜） |
| 全員野球                                          | KHB夏の高校野球2015テーマソング |
| トヨタカローラ宮城 〜それ行け宮城のクルマ屋さん〜 | トヨタカローラ宮城企業CMソング（2015年〜） |
| ボートレーサー                                    | ボートレーサーセミナーin仙台 CMソング（2017年1月〜2月） |
| 杜の都信用金庫 〜Shinking with you〜              | 杜の都信用金庫企業CMソング（2017年6月〜） |
| サン・ベンディング東北 〜withDRINK〜              | サンベンディング東北CMソング |
| 【イセイジン】                                    | |
| Go!Go!ダブティ                                    | ツアーウェーブ企業ラジオCMソング（2014年） |
| フレー!フレー!レイア!                             | 女子プロ野球リーグ 東北レイア 公式応援歌（2015年5月〜） |
| Hey mr ダブティ                                   | NTT Docomo法人営業部PR動画テーマソング(2016年〜） |
| ハッピーハッピーライフ                            | 東海住宅企業CMソング（2016年〜） |
| 【ジョセイジン】                                  | |
| ひまわり片想い                                    | 安比高原2015夏CMソング |
| 女の子ガール                                      | 安比高原2015冬CMソング 中古車買取販売Tax宮城野店CMソング（2016年）                                                                                                 |
| サマーライダー                                    | 安比高原2016夏CMソング |
| 【ニホンジンプロジェクト】                        | |
| あいあいあいあい愛してる♡                         | わかさ生活「ブルーベリーアイドリンク」CMソング（2016年6月〜12月）                                                                                                  |
| 愛が咲きますように                                | 「しらプロ」結婚応援CMソング(2016） |

### その他主なイベント
- 2013年12月22日 D-POP Projection 2013 『デジア×MUSIC PARTY』（専門学校デジタルアーツ仙台主催イベント） ゲスト出演
- 2014年6月15日　初の野外イベント『野外のニホンジン〜パンダライオン先輩も緊急参戦!!』勾当台公園野外音楽堂にて開催（フリーイベント）
- 2014年7月10日　100人限定トークショー『しゃべるニホンジン』仙台darwinにて開催（ソールドアウト）
- 2014年8月1日　白石市制施行60周年記念事業『白石のニホンジン』ホワイトキューブアリーナ特設ステージにて開催（フリーイベント）
- 2014年8月11日　『夏休みのニホンジン』仙台darwinで開催（マネージャーくるくる津田のくるくるジャッチ通過者のみが入場可能イベント）
- 2014年10月26日　『職業ソングのニホンジン』仙台darwinにて開催（当日券のみ販売）
- 2014年11月15日　『今日のニホンジンプロジェクト連続500日達成記念野外ライブ“500人とレコーディングに挑戦?!”』勾当台公園野外音楽堂にて開催（フリーイベント）
- 2014年11月24日　『オリジナルソングのニホンジン』仙台darwinにて開催（当日券のみ販売）
- 2015年1月9日　156人限定トークショー『新春!! 156人限定 第2回しゃべるニホンジンプロジェクト』仙台darwinにて開催（ソールドアウト）
- 2015年1月18日　『第1回 会議のニホンジンプロジェクト』（ファンクラブ限定イベント）
- 2015年1月24日　367人限定！！初のイセイジンワンマンライブ【真冬のイセイジン】仙台darwinにて開催
- 2015年2月4日　白石市観光大使「ニホンジン」メジャーデビュー出陣式（フリーイベント）
- 2015年3月7日　『DIGIA SONIC』専門学校デジタルアーツ6Fライブシアターにて開催（フリーイベント）
- 2015年3月15日　東北大学復興シンポジウム・トーク出演（フリーイベント）
- 2015年4月11日　イセイジンTSUTAYA愛子店インストアイベント（フリーイベント）
- 2015年4月12日　イセイジンTSUTAYA富谷大清水店インストアイベント（フリーイベント）
- 2015年5月2日　ヒルサイドショップス＆アウトレット・インストアイベント（フリーイベント）13:00〜19:00
- 2015年5月3日　白石市民春まつり（すまiる広場にてライブ出演）（フリーイベント）13:30〜14:00ライブ出演
- 2015年5月4日　367人限定！！イセイジンワンマンライブ【GWのイセイジン】 “ガンガンワッショイやっちゃうぜ！”仙台darwinにて開催　開場16:00／開演16:30
- 2015年5月5日　泉パークタウンタピオ・インストアライブ（フリーイベント）
- 2015年5月6日　果樹王国ひがしねフェスティバル 「さくらんぼ種飛ばし仙台グランプリ2015」（フリーイベント）ミニライブ出演
- 2015年5月17日　『ローソンプレゼンツ えがおステーションプロジェクト2015』岩手産業文化会館アピオにて開催
- 2015年5月18日　ラジオ番組『わかさ生活社長 角谷建耀知の「人生は蒔いた種の通りに実を結ぶ」』「夢の元気玉」コーナーにゲスト出演／アール・エフ・ラジオ日本、京都放送、ラジオ関西、東北放送
- 2015年5月23日　『[仙台放送まつり]2015「仙台万博」』勾当台公園 市民広場にて開催（フリーイベント）
- 2015年5月30日　367人限定 2回回し修行ライブ「会社員アイドルの初公演」仙台darwinにて開催
- 2015年6月7日　ベガルタ仙台 vs サガン鳥栖戦「復興ライブ」ユアテックスタジアム仙台北ゲート前にて開催
- 2015年6月10日　国歌斉唱、正面ステージでのミニライブ・楽天KOBOスタジアムにて開催
- 2015年6月13日　『白石のニホンジンプロジェクト2015』白石市文化体育活動センター(ホワイトキューブ)にて開催
- 2015年6月27日　『第3回しゃべるニホンジンプロジェクト』仙台市戦災復興記念館にて開催
- 2015年7月12日　『TSUTAYAインストア＆即売会』TSUTAYA仙台駅前店にて開催
- 2015年7月18,19日　『新タオル発売記念インストアイベント』三井アウトレットパーク仙台港 1Fセンタープラザ・イベントステージにて開催
- 2015年7月25,26日　『TBC夏まつり2015』勾当台公園・市民広場にて出演
- 2015年8月2日　『まほろば夏祭り』ふれあい文化創造センター・まほろばホール 屋外特設会場にて出演
- 2015年8月15日　『泉パークタウンタピオナイトライブ』泉パークタウンタピオ 南館1F センターコートにて開催
- 2015年9月5日　『宮城学院×株式会社劇団ニホンジンプロジェクト コラボライブ』宮城学院女子大学講堂にて開催
- 2015年11月13日　『第4回しゃべるニホンジンプロジェクト』仙台市民会館にて開催
- 2015年11月23日 　楽天イーグルスファン感謝祭2015出演。
- 2015年12月19日 　D-POP PROJECTION 2015 『Wow!Fes』（専門学校デジタルアーツ仙台主催イベント） ゲスト出演
- 2016年3月5日、6日　『ニホンジンプロジェクトドリームランド』デジタルアーツ仙台にて開催
- 2016年6月26日　『第一回みやぎいいものまつり』を勾当台公園で開催　15000人動員

これ以外にも、様々なイベントに出演や開催をしている。

## 作品

### ニホンジンプロジェクトディスコグラフィー

#### ニホンジン　シングル
| 番  | 発売日        | タイトル         | 規格品番 | 収録曲                                          | 備考     |
| --- | ------------- | ---------------- | -------- | ----------------------------------------------- | -------- |
| 1st | 2013年8月     | ニホンジン（白） | －       | 1. Melody Box 2. 教師 3. ブライダルカメラマン   | 販売終了 |
| 2nd | 2014年2月24日 | ニホンジン（青） | －       | 1. 夏のプロローグ 2. 新聞記者 3. 虹             | 販売終了 |
| 3rd | 2014年5月20日 | ニホンジン（黄） | －       | 1. お笑い芸人 2. 美容師 3. 古文のワンダーランド | 販売終了 |
| 4th | 2014年6月20日 | ニホンジン（赤） | －       | 1. 知事 2. DIVE! 3. 男子たるもの恋すべし        | 販売終了 |

- CD等のパッケージ化された商品は、ライブやイベント会場での“手売り”、および所属事務所の通販サイト『EDWARD TOWN』[25]で、2015年2月3日までの限定販売となったが、13,000枚以上の販売枚数を記録した（「お笑い芸人」など、一部楽曲のダウンロード販売は行われている）。

#### イセイジンシングル
| 番  | 発売日       | タイトル         | 規格品番 | 収録曲                                                                                        | 備考     |
| --- | ------------ | ---------------- | -------- | --------------------------------------------------------------------------------------------- | -------- |
| 1st | 2014年7月5日 | イセイジン(緑）  | －       | 1. Go!Go!ダブティ 2. イセイジン〜誕生〜 3. Go!Go!ダブティ（みんなの練習用カラオケ）           | 販売終了 |
| 2nd | 2014年       | イセイジン（紫） | －       | 1. Let's Go! ダブティ 2. イセイジン〜葛藤〜 3. Let's Go! ダブティ（君もイセイジンだカラオケ） | 販売終了 |
| 3rd | 2014年       | イセイジン（橙） | －       | 1. Yes! No?ダブティ 2. イセイジン〜進化〜 3. Yes! No?ダブティ(皆で仲良く歌ってねカラオケ)     | 販売終了 |

#### マホウジン　シングル
| 番  | 発売日         | タイトル         | 規格品番 | 収録曲                                                                                            | 備考                                 |
| --- | -------------- | ---------------- | -------- | ------------------------------------------------------------------------------------------------- | ------------------------------------ |
| 1st | 2014年12月21日 | マホウジン（黒） | －       | 1. 君にCrazy For You 2. 裸足のライオン 3. 君にCrazy For You(カラオケ) 4. 裸足のライオン(カラオケ) | 楽天ショップ『キャラコイズ』で販売中 |

#### 毛蛇島アフ郎　シングル
| 番  | 発売日    | タイトル   | 規格品番 | 収録曲                                | レーベル                     | 備考                                 |
| --- | --------- | ---------- | -------- | ------------------------------------- | ---------------------------- | ------------------------------------ |
| 1st | 2014年7月 | アフロ音頭 | －       | 1. アフロ音頭 2. アフロ音頭(カラオケ) | ケガカラマルレコード（架空） | 楽天ショップ『キャラコイズ』で販売中 |

#### ニホンジン　アルバム（株式会社劇団ニホンジンプロジェクト設立前）
| 番  | 発売日       | タイトル                   | 規格品番   | 収録曲 | レーベル           |
| --- | ------------ | -------------------------- | ---------- | --- | ------------------ |
| 1st | 2015年2月4日 | ニホンジンのうた〜ゴハン〜 | TFCC-86499 | 【Disc 1】オリジナルソング 1. Melody Box 2. 夏のプロローグ 3. 熱くなれ 4. 君のままの君が好き 5. 酔っぱらい天国 6. 男子たるもの恋すべし 【Disc 2】職業ソング 1. お笑い芸人 2. 教師 3. 知事 4. 画家 5. 看護師 6. 料理人 | トイズファクトリー |
| 2nd | 2015年6月    | ニホンジンのうた〜シャケ〜 | －         | ニホンジンのうた〜サバ〜へ進化 | －                 |

### ニホンジン　アルバム（株式会社劇団ニホンジンプロジェクト設立後）
| 番  | 発売日                            | タイトル                       | 規格品番 | 収録曲 | レーベル         |
| --- | --------------------------------- | ------------------------------ | -------- | --- | ---------------- |
| 1st | 2015年10月7日                     | ニホンジンのうた〜タマゴ〜     | NHPR-101 | 【Disc1】オリジナルソング 1. Melody Box 2. DIVE! 3. 君のままの君が好き 4. 虹 5. 隕石 6. 全員野球 【Disc2】職業ソング 1. 教師 2. 新聞記者 3. 料理人 4. 漫画家 5. ペットトリマー 6. タクシー運転手 | ニホプロレコーズ |
| 2nd | 2015年10月7日                     | ニホンジンのうた〜ハム〜       | NHPR-102 | 【Disc1】オリジナルソング 1. 夏のプロローグ 2. 星座物語 3. 手をつないで 4. 酔っぱらい天国 5. 笑顔計画 〜ハイ、チーズ！〜 6. みんなでうたう歌 【Disc2】職業ソング 1. お笑い芸人 2. サッカー選手 3. 画家 4. 看護師 5. ラジオDJ 6. ブライダルカメラマン | ニホプロレコーズ |
| 3rd | 2015年10月7日                     | ニホンジンのうた〜サバ〜       | NHPR-103 | 【Disc1】オリジナルソング 1. まさに僕らの夏 2. 男子たるもの恋すべし 3. 卒業の日 4. 熱くなれ 5. 古文のワンダーランド 6. トモダチ 【Disc2】職業ソング 1. 漁師 2. 映画監督 3. 美容師 4. 介護士 5. 声優 6. 知事 | ニホプロレコーズ |
| 4th | 2017年2月11日                     | ニホンジンのうた〜たべのこし〜 | NHPR-112 | 1. 未来 2. Space 3. Angelina 4. Challenges 5. カラクサ 6. 苔に贈る歌 7. ビタミン 8. 冬の休日 9. Playlist 10. 夢のキックオフ 〜でいごの花が咲く日まで〜 11. 道しるべ 12. SAKUMATION（リーベンレン） | ニホプロレコーズ |
| 5th | 予約販売のみ （ファンクラブ限定） | ニホンジンのうた～なまもの～   | NHPR-114 | 【Disc1】 1. 男子たるもの恋すべし 2. 隕石 3. 星座物語 4. 夢のキックオフ～でいごの花が咲く日まで～ 5. DIVE! 6. ラジオDJ 7. 虹 8. みんなでうたう歌 9. 漫画家 10. Angelina 11. アフロ音頭 12. 君のままの君が好き 【Disc2】 1. 美容師 2. 古文のワンダーランド 3. 夏のプロローグ 4. まさに僕らの夏 5. お笑い芸人 6. アフロ音頭 7. ビタミン 8. 全員野球 9. Melody Box | ニホプロレコーズ |

#### 株式会社劇団ニホンジンプロジェクト名義　アルバム
ニホンジンプロジェクトのメンバーが全員で歌う楽曲が収録されている。
| 番  | 発売日        | タイトル               | 規格品番 | 収録曲 | レーベル         |
| --- | ------------- | ---------------------- | -------- | --- | ---------------- |
| 1st | 2016年8月24日 | ニホプロのうた〜アイ〜 | NHPR-110 | 1. あいあいあいあい愛してる♥ 2. アイコトバ 3. 愛が咲きますように 4. ニホンジンの部屋（トークトラック） 5. イセイジンの部屋（トークトラック） 6. ジョセイジンの部屋（トークトラック） 7. キッチンとボスの部屋（トークトラック） | ニホプロレコーズ |

#### イセイジンアルバム
| 番  | 発売日         | タイトル                   | 収録曲 | 備考                                   |
| --- | -------------- | -------------------------- | --- | -------------------------------------- |
| 1st | 2014年12月21日 | イセイジンのうた〜プリン〜 | 1. イセイジン 〜登場〜 2. Hey! Mr.ダブティ 3. Go! Go! ダブティ 4. Yes! No? ダブティ 5. イセイジン 〜永久〜 6. ニホンジンプロジェクト体操 7. Let's Go! ダブティ 8. ファイヤー!ファイヤー!ヨガファイヤー! 9. ミドリイロDays 10. ハッピーハッピーライフ 11. イセイジン 〜飛翔〜                           | 楽天ショップ 『キャラコイズ』で 販売中 |
| 2nd | 2015年4月29日  | イセイジンのうた〜イチゴ〜 | 1. イセイジン 〜登場〜 2. フレー！フレー！ダブティ 3. いちごのうた 4. ミラクルグリーンせいや！ 5. My name is ダブティ 6. イセイジン〜MC〜 7. ブリブリブリザード 8. だいだいだいだいだいすき 9. We are the ダブティ 10. Go! Go! ダブティ Live ver（東京エレクトロン宮城公園） 11. イセイジン 〜おまけ〜 | 楽天ショップ 『キャラコイズ』で 販売中 |

#### ジョセイジン　アルバム
| 番  | 発売日        | タイトル                     | 収録曲 | 備考                                  |
| --- | ------------- | ---------------------------- | --- | ------------------------------------- |
| 1st | 2015年4月29日 | ジョセイジンのうた〜ソーダ〜 | 1. ジョセイジン 〜変身〜 2. ひまわり片思い 3. マネージメントしちゃうぞ☆ 4. サマーライダー 5. ニホンジンプロジェクト体操第二 6. 女の子ガール 7. Flash back 8. ジョセイジン 〜初夏〜 | 楽天ショップ 『キャラコイズ』で販売中 |

### ライブDVD
| 番  | 発売日                | 公演日             | 公演タイトル                                                                                           | 価格   | 購入方法                     |
| --- | --------------------- | ------------------ | --- | ------ | ---------------------------- |
| 1st | 2016年3月26日発売     | 2015年9月19日開催  | ゼビオアリーナ仙台公演 【ゼビオアリーナ仙台の (株)劇団ニホンジンプロジェクト】                         | \3,500 | 全国のTSUTAYAにて購入可能    |
| 2nd | 2016年3月26日発売     | 2015年4月29日開催  | 仙台サンプラザホール公演 【仙台サンプラザホールのニホンジンプロジェクト】                              | \3,500 | 全国のTSUTAYAにて購入可能    |
| 3rd | 2016年4月16日発売     | 2014年12月21日開催 | 東京エレクトロンホール公演 【2014 今年のニホンジン】                                                   | \3,500 | 全国のTSUTAYAにて購入可能    |
| 4th | 2016年4月16日発売     | 2013年12月15日開催 | 仙台darwin公演 【今年のニホンジン】                                                                    | \3,500 | 全国のTSUTAYAにて購入可能    |
| 5th | 2016年5月21日発売     | 2016年1月16日開催  | 夢メッセみやぎ公演 【夢メッセみやぎの (株)劇団ニホンジンプロジェクト】                                 | \3,500 | 全国のTSUTAYAにて購入可能    |
| 6th | 2017年3月29日(水)発売 | 2016年11月12日開催 | セキスイハイムスーパーアリーナ公演 【セキスイハイムスーパーアリーナの (株)劇団ニホンジンプロジェクト】 | \4,500 | 全国のCDショップにて購入可能 |

※全タイトル、（株）劇団ニホンジンプロジェクト運営 楽天ショップ「キャラコイズ」で購入が可能

### 参加作品
- Rake
  - 7枚目のシングル曲「夢を抱いて〜はじまりのクリスロード〜」の作曲を担当（Rake、nakaokaanと共作）[26]。
- Sexy Zone
  - 5枚目のシングル曲「バィバィDuバィ〜See you again〜」の作曲を担当。
- 嵐
  - 12枚目のアルバム『LOVE』収録曲「夜空への手紙」[27]の作曲を担当。

## 出演

### テレビ
- サンドのぼんやり〜ぬTV（TBCテレビ）
- TBC夏祭り(ライブの生中継に出演。TBCテレビ)

- OH！バンデス(ミヤギテレビ)

- タカトシのWADAIの王国(2015年2月19日 、TBS)
- あらあらかしこ(仙台放送)
- 夢はここから生放送 ハッピィ(青森朝日放送)
- スーパーJチャンネルみやぎ( KHB東日本放送 )
- ウォッチン!みやぎ(TBC東北放送)
- J-MERO(NHK)
- めざましテレビ(2015年2月4日、フジテレビ)
- 突撃！ナマイキTV(関東放送)
- ナマイキサタデー(東日本放送)
- てれまさむね( NHK仙台放送 )
- おぎやはぎのガチャポン名鑑(名古屋テレビ、2016年3月30日 )
- ポンキッキーズ(BSフジ、2017年8月27日 )
- THEカラオケ★バトル（2021年4月25日、テレビ東京系） - ニホンジンプロジェクト解散後、エムサイズ佐久間がメロガッパのさくまとして出演。

など。

### ラジオ
- 株式会社 劇団ニホンジンプロジェクト～ここから、ニホンジン。(レギュラー、 エフエム仙台)
- AIR JAM (Datefm)
- 今月のニホンジンプロジェクト(レギュラー、月に一度のコーナー。Datefm)
- サンドウィッチマンのオールナイトニッポンGOLD(ニッポン放送、2016年3月11日)
- 白石よござりす(エフエム仙台)

### CM
- サンベンディング東北テレビcm(2018年12月17日〜)
- 弁当のこばやしcm(2017年11月06日〜)

など。
その他、数多くのCMに出演、楽曲提供をしている。

## その他
ドラムであるキッチン相馬を店長に宮城県仙台市青葉区錦町に株式会社劇団ニホンジンプロジェクトがプロデュース・運営等を行っている飲食店ぐるめメロディボックスを2015年10月18日（日）にオープンさせた。ぐるメロという愛称で呼ばれていた。
店長であるキッチン相馬が株式会社劇団ニホンジンプロジェクトを退職するのに伴い、2017年1月31日に閉店となった。